# Ängstlichkeit
Ängstlichkeit ist die Persönlichkeitseigenschaft, häufiger und intensiver als andere Menschen Angst zu empfinden.

## Formen der Angst
Nach der seit den Arbeiten von Charles Spielberger üblichen Unterscheidung zwischen Angst als (relativ manifester) Charaktereigenschaft („trait“) und Angst als (situationsbedingter) Zustandsbeschreibung („state“) ist die Ängstlichkeit ersterer zuzuordnen. Der Ängstliche tendiert aufgrund einer labilen psychischen Befindlichkeit dazu, sich schnell unsicher zu fühlen und leicht Angstempfindungen zu entwickeln.
Auch der Persönlichkeitspsychologe Raymond Cattell unterscheidet zwischen Zustandsangst (state anxiety) und  Eigenschaftsangst (trait anxiety). Er sammelte über zehn Jahre zustandsangstbezogene Daten an etwa 4000 Menschen und fand über die Methode der Faktoranalyse einen Faktor zweiter Ordnung, der nach seiner Ansicht Eigenschaftsangst, also Ängstlichkeit, repräsentiert.
Für den Psychologen Hans Jürgen Eysenck  liegt Ängstlichkeit vor bei starken Ausprägungen der Eigenschaften Introversion, also einem leicht erregbaren ARAS und  Neurotizismus, also einem leicht erregbaren autonomen Nervensystem.
In dem von ihm systematisierten „Feld der Angstgefühle“ ordnet der Experimentalpsychologe Siegbert A. Warwitz die Ängstlichkeit der Gruppe der „Unsicherheiten“ zu, denen er auch Erscheinungsformen wie „Scheu“, „Schüchternheit“, „Bangigkeit“, „Zaghaftigkeit“, „Beklommenheit“ zurechnet. Auch das sogenannte Fremdeln der etwa halb- bis zweijährigen Kinder, eine vorübergehende spezielle Art von Ängstlichkeit, ist hier anzusiedeln.
Da übermäßig Ängstliche zu Panikattacken und Angststörungen neigen, wird auf diesem Angstsektor schwerpunktmäßig geforscht.

## Entstehung der Ängstlichkeit
Untersuchungen des Psychologen Jerome Kagan von der Harvard University zu den Phänomenen Ängstlichkeit und Schüchternheit erbrachten, dass viele Säuglinge schon zum Zeitpunkt der Geburt eine übererregbare Amygdala aufweisen und darum bereits auf minimale Auslöser mit Angstausbrüchen wie Geschrei reagieren. Als Erwachsene neigen diese Menschen zur Schüchternheit.
Da selbst eineiige Zwillinge mit einem unterschiedlichen Angstlevel auf die Welt kommen können, ist die genetische Anlage zur Ängstlichkeit jedoch umstritten, zumindest zu relativieren. Bedeutsamer ist nach den Erkenntnissen von Warwitz aus seinen Arbeiten zur Wagnisforschung die Sozialisierung, d. h. die Angststeuerung des Kleinkinds in den ersten Wochen, Monaten und Jahren durch seine Umwelt. Ängstlichkeit wird danach im Wesentlichen gelernt, weniger angeboren. Dies geschieht durch die Übertragung einer elterlichen Überängstlichkeit auf das Kind und die negative Beeinflussung durch entsprechende Verhaltensweisen wie die Überbehütung.
Schon Kagan relativierte seine Aussagen insoweit, als auch er die Gemütsverfassung des Kindes für stark formbar und durch emotionales Lernen, d. h. durch einen stabilisierenden bzw. labilisierenden erzieherischen Einfluss der Eltern, in den ersten Lebensjahren für  beeinflussbar hält. Er empfiehlt entsprechend, durch eine gewisse elterliche Strenge die Wirkung beängstigender Situationen immer wieder mit dem Kind auszuprobieren.

## Messen der Ängstlichkeit
Die Befindlichkeit, wie sie sich in der Erscheinung Ängstlichkeit niederschlägt, ist messbar. Der erste, über viele Jahre verwendete Persönlichkeitstest zur Ängstlichkeit ist die „Manifest Anxiety Scale“ der Neo-Behavioristin Janet Taylor Spence (1953).
Der heute gebräuchlichste Test zur Messung von Ängstlichkeit ist Spielbergers State-Trait Anxiety Inventory (STAI, 1970).

## Umgang mit der Ängstlichkeit
Ängstlichkeit ist weder eine Krankheit, noch eine Charakterschwäche, sondern eine Übersensibilität, die mit geeigneten Methoden abgebaut werden kann.
Das Gefühl der Angst und das dauerhafte Bewusstsein, jemand zu sein, der sich leicht und schnell ängstigt, wird von vielen Menschen als unangenehm, das äußere Erscheinungsbild als peinlich empfunden. So wird von den Betroffenen häufig versucht, es möglichst vor anderen zu verbergen. Hoch sensible Menschen neigen vermehrt zu einer übertriebenen Ängstlichkeit. Angstfreiheit ist jedoch nach den Darlegungen des Psychologen Siegbert A. Warwitz kein erstrebenswertes Ziel, weil es den Sinn der Angst verkennt und nicht nutzt. Dies gilt auch für den Umgang mit gefahrenhaltigen Situationen, die Mut erfordern. Angst ist nach Warwitz auch kein Gegensatz zu Mut und Zivilcourage, sondern ein Korrektiv, das zuträgliche Maß bei Wagnishandlungen zu finden. Erziehungsziel ist das Lernen der Angstreflexion und  Angstbeherrschung. Um zu einem angemessenen Umgang  mit seiner Ängstlichkeit zu gelangen, empfiehlt er, sich stufenweise einer „Normalität“ anzunähern:
1. Bewusstseinsschulung, dass Angst eine natürliche und – maßvoll empfunden – auch eine  sinnvolle, ja notwendige Gefühlsregung ist.
2. Verwandlung diffuser „Ängste“ in fassbare „Furcht“-Formen. Als Beispiel nennt er die Verwandlung von „Prüfungsangst“ in „Prüfungsfurcht“, die sich wegen ihrer klaren Zuordnung zu den Angst induzierenden Faktoren gezielter angehen lässt.
3. Systematische Konfrontation mit Angst-/Furchtsituationen in beherrschbaren kleinen Schritten (Methode der „graduellen Annäherung“).
Da Ängstlichkeit (z. B. durch den Einfluss überängstlicher Eltern, eine Überbehütung und eine mangelhafte Bereitschaft, Verselbstständigung zuzulassen) auch angelernt werden kann, muss mit der Angsterziehung schon im frühen Kindesalter angesetzt werden, z. B. im Rahmen einer konsequenten Wagniserziehung.
Der Philosoph Peter Wust sieht in der dosierten Angst eine Funktion als selbsterhaltende Rückversicherung bei der Zuwendung zum Wagnis, die allerdings nicht zum Bremsklotz werden darf und Schritte ins Ungewisse zulassen muss.